# Iherings Spitzmausbeutelratte
Iherings Spitzmausbeutelratte (Monodelphis iheringi, Synonym: Didelphys iheringi) kommt küstennah im südöstlichen Brasilien vor. Das Verbreitungsgebiet reicht von Espírito Santo im Norden bis Rio Grande do Sul im Süden. Die Art wurde nach Hermann von Ihering benannt, einem deutschen Arzt und Zoologen, der als Forschungsreisender für das brasilianische Nationalmuseum in Rio de Janeiro gearbeitet hat und in São Paulo das Paulistaner Staatsmuseum (Museu Paulista) aufgebaut hat.

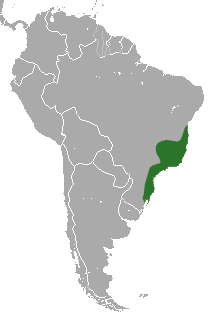
Das Verbreitungsgebiet von Iherings Spitzmausbeutelratte

## Beschreibung
Iherings Spitzmausbeutelratte hat eine Kopfrumpflänge von 7,5 bis 10 cm und hat einen 5,3 bis 6 cm langen Schwanz und erreicht ein Gewicht von 15 bis 23 g. Das Rückenfell der Tiere ist graubraun und wird zu den Körperseiten hin leicht rötlich. Drei auffällige dunkelbraune Streifen verlaufen entlang des Rückens. Der mittlere beginnt über den Ohren, die seitlichen auf den Schultern. Alle drei enden an der Schwanzbasis. Dunkle Augenringe fehlen. Das Bauchfell ist grau-orange. Der Schwanz ist nur an der Basis behaart. Wie wahrscheinlich alle Spitzmausbeutelratten haben die Weibchen keinen Beutel. Die Anzahl der Zitzen ist unbekannt. Der Karyotyp von Iherings Spitzmausbeutelratte ist unbekannt.

## Lebensweise
Iherings Spitzmausbeutelratte lebt in der Mata Atlântica, dem Küstenregenwald Brasiliens. Über das Verhalten, die Ernährung und die Aktivitätsmuster der Tiere ist bisher nichts bekannt. Jungtiere wurden während einer zweijährigen Untersuchung nur am Ende der Regenzeit bzw. Anfang der Trockenzeit in den Monaten Januar bis Mai gefunden. Kein Individuum, das im ersten Jahr der Untersuchung gefangen wurde, wurde im darauf folgenden Jahr wieder gefangen. Das könnte bedeuten, dass sich die Tiere nur einmal in ihrem Leben vermehren. Die Anzahl der Fänge war allerdings zu gering um gesicherte Aussagen zu treffen.

## Status
Die IUCN gibt für Iherings Spitzmausbeutelratte keinen Gefährdungsgrad an, da dafür zu wenig Daten vorliegen.

## Belege
1. 1 2 3  
Diego Astúa: Family Didelphidae (Opossums). in Don E. Wilson, Russell A. Mittermeier: Handbook of the Mammals of the World – Volume 5. Monotremes and Marsupials. Lynx Editions, 2015, ISBN 978-84-96553-99-6. Seite 153.
2. ↑  
Monodelphis iheringi in der Roten Liste gefährdeter Arten der IUCN 2016. Eingestellt von: Pavan, S., 2016. Abgerufen am 19. Januar 2020.